# Aurelii
Légende :
♦Patricien, ♦Plébéien, ♦Consulaire, ♦Sénatorial, ♦Équestre
Gens et Liste des gentes romaines
Les Aurelii (singulier: Aurelius) sont les membres d'une ancienne famille plébéienne romaine, la gens Aurelia. Les cognomina de cette famille, sous la République, sont Cotta, Orestes et Scaurus. Sous l'Empire, on trouve les Fulvi, une branche de la gens Aurelia dont sont issus les Antonins.

## Origines
Suivant le lexicographe latin Festus (IIe siècle), le patronyme des Aurelii est lié au culte de la divinité solaire romaine Sol. Cette association tire peut-être ses origines de la divinité solaire étrusque Usil, dont proviendrait une forme archaïque du patronyme, Auselius devenue par rhotacisme Aurelius.

## Membres sous la République
- Publius Aurelius Pecuniola, tribun militaire en 252 av. J.-C. qui reçoit temporairement un commandement lors du siège de Lipari mais qui est flagellé, dégradé et renvoyé à Rome pour avoir lancé une attaque sans en avoir reçu l'ordre[3],[a 1].

### Aurelii Cotta
- Caius Aurelius (v.-330 - ?);
  - Lucius Aurelius (v.-310 - ?)
    - Caius Aurelius Cotta, (v.-290 - ap.-231), consul en 252 et 248 av. J.-C., constructeur de la Via Aurelia
      - Caius Aurelius, (v.-265 - ap.-216), légat sous les ordres du préteur Marcus Claudius Marcellus lors de la première bataille de Nola contre Hannibal en 216 av. J.-C.[4],[a 2]
        - Caius Aurelius Cotta, (v.-240 - ap.-200), consul en 200 av. J.-C.
          - Lucius Aurelius Cotta, (v.-215 - ap.-181), tribun militaire en -181.
            - Lucius Aurelius Cotta, (v.-190 - ap.-138), tribun de la plèbe en 154, consul en 144 av. J.-C.
              - Lucius Aurelius Cotta, (v.-160 - ap.-119), consul en 119 av. J.-C.
                - Aurelia Cotta, (v.-130 - -54), mère de Jules César.
                - Lucius Aurelius Cotta, (v.-130 - ap.-95), préteur vers -95

              - Marcus Aurelius Cotta, (v.-160 - ap.-139), triumvir monetaire en -139
                - Caius Aurelius Cotta, (-124 - -74), consul en 75 av. J.-C.
                - Marcus Aurelius Cotta, (-122 - ap.-67), consul en 74 av. J.-C.
                  - ? Marcus Aurelius Cotta, (v.-90 - ap.-49),
                    - Marcus Aurelius Cotta, adopte son neveu.
                    - Aurelia, épouse de Marcus Valerius Messalla Corvinus.
                      - Marcus Aurelius Cotta Maximus Messalinus, (v.-15 - ap.32), consul en 20
                        - Aurelius Cotta Maximus, (v.15 - ap.58);
                        - Aurelia, vestale;

                - Lucius Aurelius Cotta, (v.-110 - ap.-44), consul en 65 av. J.-C.

        - Lucius Aurelius Cotta, (v.-230 - ap.-181), questeur urbain en -196.

      - Marcus Aurelius Cotta, (v.-255 - -200), édile plébéien en 216 et légat ou préfet sous les ordres du consul Appius Claudius Pulcher durant la deuxième guerre punique. Il est responsable de l'acheminement de l'approvisionnement de l'armée depuis Puteoli en 212 av. J.-C.[5],[a 3]
        - Marcus Aurelius Cotta, (v.-220 - ap.-189), ambassadeur du senat en -189.

### Aurelii Orestes
- Lucius Aurelius;
  - Lucius Aurelius (Orestes?)
    - Lucius Aurelius Orestes, (v.-200 - ap.-146), consul en 157 av. J.-C.
      - Lucius Aurelius Orestes, (v.-170 - ap.-122), consul en 126 av. J.-C.
        - Lucius Aurelius Orestes, (v.-148 - -103), consul en 103 av. J.-C.
          - Cnaeus Aufidius Orestes, (v.-120 - ap.-71), adopter par un Cnaeus Aufidius, consul en -71.
          - ? Aurelia Orestilla, épouse de Catilina.

        - ? Orestilla, épouse de Marcus Plautius Hypsaeus.

    - ? Caius Aurelius Orestes, orateur cité par Cicéron.

### Aurelii Scauri
- Caius Aurelius Scaurus, (v.-225 - ap.-186), préteur en -186.
  - ? (Aurelius Scaurus), (v.-200 - ?);
    - ? (Aurelius Scaurus), (v.-175 - ?);
      - Marcus Aurelius Scaurus, (v.-150 - -105), consul suffect en -108;
        - Marcus Aurelius Scaurus, (v.-115 - av. -70), questeur en Asie avant -70.

## Sous l'Empire

### AuIersiècle

#### Aurelii Fulvii
- (Titus Aurelius?);
  - Titus Aurelius Fulvus, (v.30 - v.90), consul en 85, Préfet de Rome;
    - Titus Aurelius Fulvus, (v.55 - ap.90), consul en 89;
      - Imp. Caesar Titus Aelius Hadrianus Antoninus Aug. Pius, (19/9/86 - 7/3/161), empereur romain en 138;
        - Marcus Aurelius Fulvus Antoninus, (? - av.138);
        - Marcus Galerius Aurelius Antoninus, (? - av.138);
        - Aurelia Fadilla, (v.115 - ?), épouse de Lamia Silvanus;
        - Annia Galeria Faustina, (v.120 - 175), épouse de Marc-Aurèle;
        - Marcus Aelius Aurelius Verus, empereur romain en 161, fils adoptif d'Antonin le Pieux;
        - Lucius Aelius Aurelius Commodus, empereur romain en 161, fils adoptif d'Antonin le Pieux;

  - ? Titus Aurelius Quietus, (v.40 - ap.82, consul suffect en 82.

En 195, l'empereur Septime Sévère s'est autoproclamé frère de Commode et fils de Marc Aurèle, cette filiation lui permit de donner à son fils ainé, le futur Caracalla, les noms de Marcus Aurelius Antoninus. 
- Marcus Aurelius Antoninus, (né Lucius Septimius Bassianus), empereur romain de 211 à 217;
  - Marcus Aurelius Antoninus, (né Varius Avitus Bassianus), empereur de 218 à 222, s'est autoproclamé fils de Caracalla;
    - Marcus Aurelius Severus Alexander, (né Gessius Bassianus Alexander), empereur de 222 à 235, fils adoptif d'Heliogabale;

Le gentilice Aurelius a été adopté par beaucoup de nouveaux citoyens romains promus par l'édit de Caracalla en 212

#### Aurelii Galli
- Lucius Aurelius (Gallus).
  - Lucius Aurelius Gallus, (v.80 - ap.130), consul suffect en 129 ou 130.
    - Lucius Aurelius Gallus, (v.105 - ap.146), consul suffect en 146.
      - Lucius Aurelius Gallus, (v.140 - ap.174) , consul en 174.
        - Lucius Aurelius Gallus, (v.165 - ap.205), consul en 198.

      - (Aurelia), épouse de Lucius Marius Perpetuus.

#### Autres
- Lucius Aurelius Patroclus, praefectus en Sardaigne en 46;
- Lucius Aurelius Priscus, consul suffect en 67.
- Quintus Aurelius Pactumeius Fronto, consul suffect en 80.

### AuIIesiècle

#### Aurelii Carpi
- Marcus Aurelius Carpus, (v.130 - ?), procurateur;
  - Marcus Aurelius Stertinius Carpus, (v.150 - ap.180/92), procurateur sous Commode;

#### Autres
- Lucius Aurelius Flaccus, (v.100 - ap.142/4), consul suffect vers 142/4;
- Aurelia Sextilla, (v.110 - ap.v.140), épouse de Quintus Plautius Haterianus;
- Marcus Aurelius Mindius Matidianus Pollio, (v.120 - ?), procurator ducenarius;
- Aurelius Euphartes, (v.130 - ap.161/80), a rationibus sous Marc Aurèle;
- Marcus Aurelius Cleander, (v.145 - 189), affranchie, Préfet du prétoire;
- Aurelius Plutogenes, (v.150 - ap.188), procurateur en Égypte en 188;
- Aurelius Verianus, (v.150 - ap.188), procurateur en Egypte en 188;
- Aurelius Iaso, (v.150 - ap.181), epistrategus en Basse-Égypte en 181;

### IIIesiècle

#### Aurelii Hermogenes
- Aurelius Hermes, (v.180 - ?), perfect vir;
  - Marcus Aurelius Hermogenes, (v.205 - ?), procurateur, patron d'Ostie;
    - ? (Aurelius Hermogenes), (v.235 - ?);
      - Aurelius Hermogenes, (v.260 - ap.310), consul suffect, proconsul d'Asie, Préfet de Rome en 309;

#### Aurelii Symmachi
- Symmachus, (v. 180 - ?), sénateur romain;
  - Symmachus, (v. 200/10 - ?), sénateur romain;
    - ? (Aurelius?), (v. 225/30 - ?);
      - ? (Aurelius) Chrysaorius, (v. 250/60 - ap. v. 290), consul suffect;
        - Aurelius Valerius Symmachus Tullianus, (v. 285 - ap. 337) consul en 330;
          - ? Marcus Aurelius Valerius Valentinus, (v. 305 - ap. 330), consularis Numidiae;
          - ? (Aurelia), (v.315 - ?), épouse d'Aurelius Ambrosius;
          - ? Lucius Aurelius Avianius Symmaque, (v. 316 - 376), Préfet de Rome;
            - Quintus Aurelius Symmachus, (v. 340 - 402), consul en 391;
              - Galla, (v. 370 - ?), épouse de Virius Nicomachus Flavianus;
              - Quintus Fabius Memmius Symmachus, (v. 382/3 - ap. 402), préteur en 401;
                - ? Quintus Aurelius Symmachus, (v.410 - ap.446), consul en 446;
                  - Quintus Aurelius Memmius Symmachus, (v.445 - 526), consul en 485;
                    - Rusticiana, (v.480 - ?), épouse de Anicius Manlius Severinus Boethius;
                    - Galla, (v.485 - 550);

            - (Aurelia), (v. 345 - ?)
            - Celsinus Titianus, (v. 345 - 380), vicarius en Afrique;
              - Valentinus, (v. 365/70 - 401);
                - N, (v. 387 - ap. 401);

              - Proserius, (v. 365/70 - ?);
              - ? Aurelius Anicius Symmachus, (v. 380 - ap.420), proconsul d'Afrique, Préfet de Rome en 418;

            - ? Avianius Valentinus, (v. 340 - ap. 364/75), consularis Campaniae;
            - ? Avianius Vindicianus, (v. 350 - ap. 378), consularis Campaniae

#### Autres
- Marcus Aurelius Épagathus, (v.180 - 224), Préfet d'Égypte en 223.
- Marcus Aurelius Marius, (v.230 - 268), usurpateur en Gaule en 268;
- Aur(elius) Marcellinus, (v.235 - ap.275), dux ducenarius en 265, praefectus Mesopotamia en 272, consul en 275;
- Marcus Aurelius Liber, (v.240 - 270/5), célèbre aurige[b 1]
- Marcus Aurelius Diogenes, (v.245 - ap.286/93), Préfet d'Égypte en 285;
- Marcus Aurelius Olympius Nemesianus, (v.240/50 - ap.283/4), dit Némésien, poète latin du IIIe siècle
- Marcus Aurelius Valentianus, (v.250 - ap.283), légat d'Auguste propréteur en Pannonie inférieure puis en Hispanie citérieure;

### IVesiècle

#### Aurelii Ambrosii
- Aurelius Ambrosius, (v.305 - ap.340) Préfet du prétoire des Gaules en 337;
  - Marcellina, (v.330/5 - v.398);
  - Aurelius Ambrosius, (v.339 - 4/4/397) évêque de Milan en 374;
  - Satyrus, (v.339 - 378);

#### Autres
- Sextus Aurelius Victor, (v.320 - v.390), historien romain, préfet de Rome en 369[b 2]
- Aurelius Prudentius Clemens, (v.348 - v.408), dit Prudence, poète lyrique latin de la fin du IVe siècle

## Pour approfondir